# Afrogarypus intermedius intermedius
Afrogarypus intermedius es una subespecie de arácnido del orden Pseudoscorpionida de la familia Geogarypidae.

## Distribución geográfica
Se encuentra en África Central.